# Соля
Со́ля — проміжна залізнична станція Ужгородської дирекції Львівської залізниці на лінії Самбір — Чоп між станціями Кострино (5 км) та Великий Березний (11 км). Розташована у селі Сіль Великоберезнянського району Закарпатської області.

## Історія
Станцію відкрито 1904 року у складі залізниці Великий Березний — Сянки. Початково вживалася назва Соля. Сучасна назва вживається після 1962 року.
1968 року станцію електрифіковано у складі дільниці Самбір — Чоп.
На станції зупиняються приміські електропотяги та деякі потяги далекого сполучення.